# 列侬墙

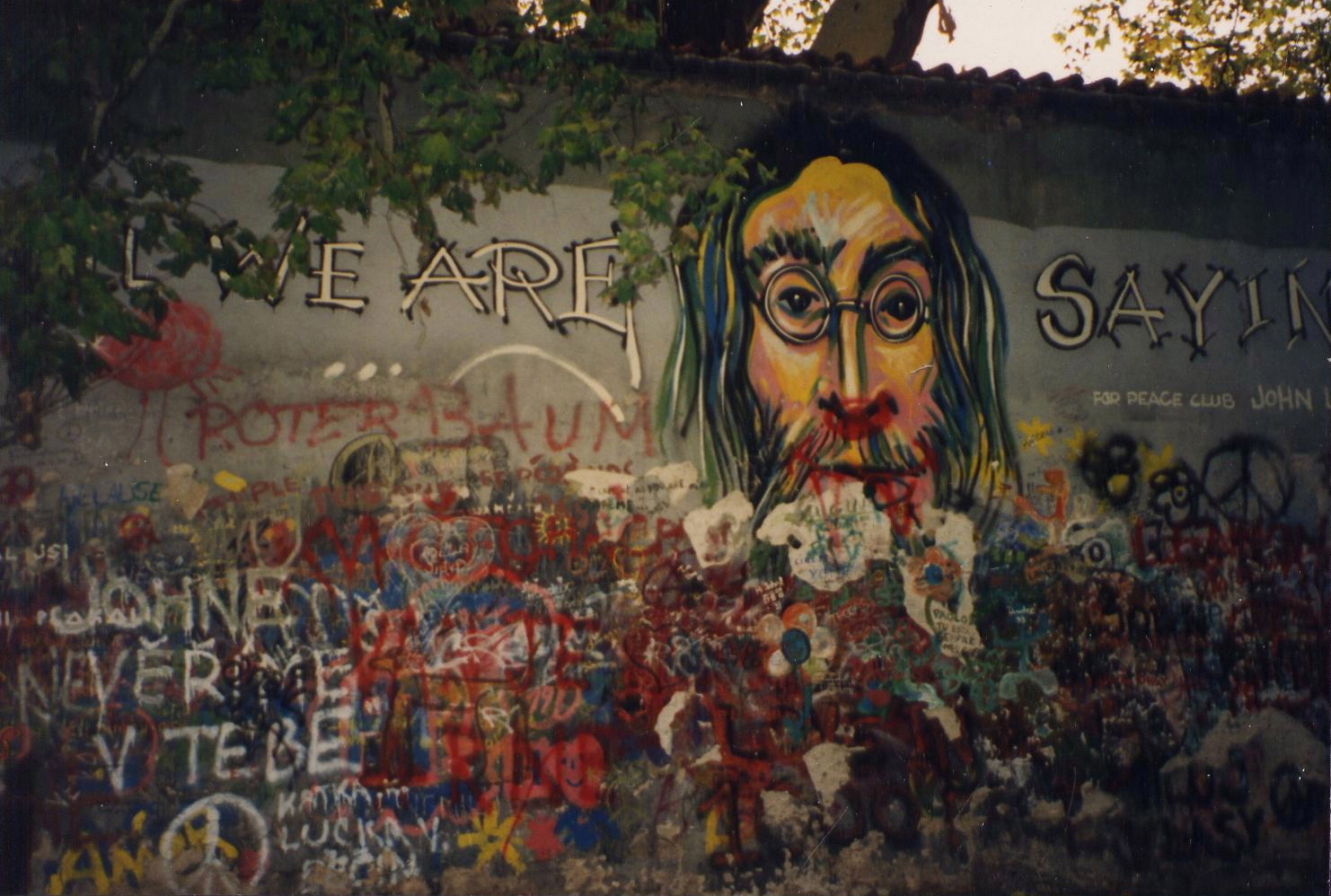
1993年的連儂牆一隅，牆上畫有約翰·連儂的頭像，以及他創作的歌曲《Give Peace a Chance》裡的歌詞「All we are saying is give peace a chance.」

50°5′10.472″N 14°24′25.017″E / 50.08624222°N 14.40694917°E
列侬墙（捷克語：Lennonova zeď），位於捷克首都布拉格修道院大广场，原本是医院骑士团所有的一面普通的墙，1980年代起人们开始在这面墙上涂写约翰·列侬风格的涂鸦以及披头士乐队歌词的片段。
1988年，列侬墙成为捷克群众发泄对于胡萨克共产主义政体愤怒的源头。大批捷克青年在墙上书写不满的标语，最终在查理大桥附近导致了一场学生、警察之间的大规模冲突，共有几百人被卷入。参与这次行动的学生被讽刺地称为列侬主义者，捷克当局把这些人士稱為酗酒者、精神病患者、反社会分子和西方资本主义间谍。
最初的列侬肖像早就被一些新的涂鸦所覆盖，尽管当局曾经专门找人来进行重绘，但每次在重绘的第二天，墙面上又会被鲜花图案和诗歌所填满。在当代，列侬墙已经成为表达青年抗爭的一个象征性符号。
墙面的拥有者慷慨的同意这种形式的涂鸦继续下去，促成了如今列侬墙的新生。